# Terňa
Terňa és un poble i municipi d'Eslovàquia. Es troba a la regió de Prešov, al nord del país.

## Història
La primera referència escrita de la vila data del 1259.

## Demografia
| Godina             | 1994 | 2004   | 2014    | 2024   |
| ------------------ | ---- | ------ | ------- | ------ |
| Nombre de persones | 983  | 1075   | 1234    | 1340   |
| Diferència         |      | +9,35% | +14,79% | +8,58% |

| Godina             | 2023 | 2024   |
| ------------------ | ---- | ------ |
| Nombre de persones | 1335 | 1340   |
| Diferència         |      | +0,37% |